# Прибудић
Прибудић је насељено мјесто у општини Грачац, југоисточна Лика, Република Хрватска.

## Географија
Прибудић је удаљен око 36 км југоисточно од Грачаца, а од Книна око 24 км сјеверозападно. Кроз насеље пролази Личка пруга.

## Историја
У месту је 1847. године записано 1042 православна Србина. Две деценије потом 1867. године број им се значајно увећао - на 1300 душа.
Прибудић се од распада Југославије до августа 1995. године налазио у Републици Српској Крајини.

## Култура
У Прибудићу је сједиште истоимене парохије Српске православне цркве. Парохија Прибудић припада Архијерејском намјесништву личком у саставу Епархије Горњокарловачке. У Прибудићу се налази храм Српске православне цркве Свете Петке, обновљен 1902. године, дјелимично страдао у Другом свјетском рату. Парохију сачињавају: Прибудић и Кусац.

## Становништво
Према попису из 1991. године, насеље Прибудић је имало 102 становника, међу којима је било 98 Срба и 4 осталих. Према попису становништва из 2001. године, Прибудић је имао 4 становника. Према попису становништва из 2011. године, насеље Прибудић је имало 5 становника.
| Националност       | 1991. | 1981. | 1971. | 1961. |
| Срби               | 98    | 133   | 237   | 309   |
| Југословени        |       | 12    |       |       |
| остали и непознато | 4     | 1     |       |       |
| Укупно             | 102   | 146   | 237   | 309   |

| Демографија | Демографија | Демографија |
| Година      | Становника  | Становника  |
| ----------- | ----------- | ----------- |
| 1961.       | 309         |             |
| 1971.       | 237         |             |
| 1981.       | 146         |             |
| 1991.       | 102         |             |
| 2001.       | 4           |             |
| 2011.       |             | 5           |